# Bisbat de Piedras Negras
El bisbat de Piedras Negras (castellà: Diócesis de Piedras Negras, llatí: Dioecesis Saxanigrensis) és una seu de l'Església Catòlica a Mèxic, sufragània de l'arquebisbat de Monterrey, i que pertany a la regió eclesiàstica Noreste. L'any 2013 tenia 358.000 batejats sobre una població de 507.000 habitants. Actualment està regida pel bisbe Alonso Gerardo Garza Treviño.

## Territori
La diòcesi comprèn els següents municipis de l'estat mexicà de Coahuila: Acuña, Allende, Guerrero, Hidalgo, Jiménez, Juarez, Morelos, Muzquiz, Nava, Ocampo (en part), Piedras Negras, Progreso, Sabinas, San Juan de Sabinas, Villa Unión e Zaragoza.
La seu episcopal és la ciutat de Piedras Negras, on es troba la catedral de Martiri de Crist Rei.
El territori s'estén sobre 56.608  km², i està dividit en 32 parròquies.

## Història
La diòcesi va ser erigida el 8 de gener de 2003 mitjançant la butlla del Papa Joan Pau II, prenent el territori del bisbat de Saltillo.

## Cronologia episcopal
- Alonso Gerardo Garza Treviño, des del 8 de gener de 2003

## Estadístiques
A finals del 2013, la diòcesi tenia 358.000 batejats sobre una població de 507.000 persones, equivalent al 70,6% del total.
| any  | població | població | població | sacerdots | sacerdots       | sacerdots       | sacerdots             | diaques | religiosos | religiosos | parròquies |
| ---- | -------- | -------- | -------- | --------- | --------------- | --------------- | --------------------- | ------- | ---------- | ---------- | ---------- |
| any  | batejats | total    | %        | total     | clergat secular | clergat regular | batejats por sacerdot | diaques | homes      | dones      |            |
| 2003 | 478.899  | 549.040  | 87,2     | 46        | 40              | 6               | 10.410                |         | 10         | 72         | 22         |
| 2004 | 440.000  | 550.000  | 80,0     | 51        | 44              | 7               | 8.627                 |         | 7          | 64         | 26         |
| 2013 | 358.000  | 507.000  | 70,6     | 63        | 50              | 13              | 5.682                 |         | 17         | 87         | 32         |